# Сакс (Алабама)
Сакс (англ. Saks) — переписна місцевість (CDP) та невключена територія в США, в окрузі Калгун штату Алабама. Населення — 9956 осіб (2020).

## Географія
Сакс розташований за координатами 33°42′41″ пн. ш. 85°51′13″ зх. д. / 33.71139° пн. ш. 85.85361° зх. д. (33.711401, -85.853698).  За даними Бюро перепису населення США в 2010 році переписна місцевість мала площу 31,58 км², з яких 31,47 км² — суходіл та 0,10 км² — водойми.

## Демографія
Згідно з переписом 2010 року, у переписній місцевості мешкали 10 744 особи в 4269 домогосподарствах у складі 3005 родин. Густота населення становила 340 осіб/км².  Було 4648 помешкань (147/км²).
Расовий склад населення:
| - 75,7 % — білих - 19,4 % — чорних або афроамериканців - 0,8 % — азіатів - 0,4 % — корінних американців - 1,7 % — осіб інших рас |

До двох чи більше рас належало 2,0 %. Частка іспаномовних становила 3,4 % від усіх жителів.
За віковим діапазоном населення розподілялося таким чином: 23,4 % — особи молодші 18 років, 60,7 % — особи у віці 18—64 років, 15,9 % — особи у віці 65 років та старші. Медіана віку мешканця становила 39,8 року. На 100 осіб жіночої статі у переписній місцевості припадало 90,8 чоловіків;  на 100 жінок у віці від 18 років та старших — 88,2 чоловіків також старших 18 років.
Середній дохід на одне домашнє господарство  становив 50 456 доларів США (медіана — 42 070), а середній дохід на одну сім'ю — 59 378 доларів (медіана — 52 820). Медіана доходів становила 42 513 долари для чоловіків та 32 352 долари для жінок. За межею бідності перебувало 17,9 % осіб, у тому числі 29,6 % дітей у віці до 18 років та 8,0 % осіб у віці 65 років та старших.
Цивільне працевлаштоване населення становило 4321 осіб. Основні галузі зайнятості: виробництво — 20,5 %, освіта, охорона здоров'я та соціальна допомога — 17,0 %, роздрібна торгівля — 11,8 %, науковці, спеціалісти, менеджери — 11,3 %.